# Marsilea strigosa
Marsilea strigosa és una falguera aquàtica de la família de les marsileàcies, amb un aspecte que recorda més a un trèvol de quatre fulles que a una falguera. Viu en llocs temporalment inundats al voltant de la Mediterrània, amb algunes poblacions a la península Ibèrica i als Països Catalans, sobretot a les Illes Balears. És molt rara a València i a Catalunya.

## Descripció
L’esporòfit (la generació principal de totes les plantes del grup dels pteridòfits) de Marsilea strigosa és una herba perenne que creix arrelada al fang amb un rizoma prim, estolonífer, radicant  en els nusos. D’aquest rizoma surten nombroses fulles llargament peciolades que permeten que la part laminar de la fulla, amb quatre folíols que surten del mateix punt i que recorden a un trèvol de quatre fulles,  suri sobre la superfície de l’aigua.
Es diferencia de Marsilea quadrifolia per que la major part de la planta té pèls (és pubescent, sobretot el rizoma i els esporocarps). Els esporocarps (les estructures que porten els esporangis) surten en dues fileres, enganxats al rizoma, sense pedicel aparent.
Com que viuen lligades a l’existència de basses temporals, aprofiten les pluges per a desenvolupar-se, arribant a desaparèixer en èpoques de sequera. En aquests moments, els esporocarps presents al terra actuen com a òrgans de reserva.

## Distribució i habitat
Es pot trobar en indrets temporalment inundats i basses poc profundes que s’assequen a l’estiu, però necessita aigües més o menys netes i no contaminades. Molts dels llocs on havia estat localitzada es troben al voltant d’indrets amb una elevada influència agrícola que ha perjudicat greument a aquesta espècie i la seva congènere,  degut a fenòmens de eutrofització i contaminació de les aigües que han provocat la desaparició de moltes de les seves localitats conegudes.
Es una espècie pròpia dels Països de la Mediterrània (tant a Europa com a Àfrica) i el sud de Rússia, encara que és bastant rara i és considerada una espècie amenaçada (vulnerable) per la UICN. Està inclosa també en els annexes II i IV de la Directiva Hàbitats 92/43/CEE i a l'annex I (en perill) del Catàleg de flora amenaçada de Catalunya.

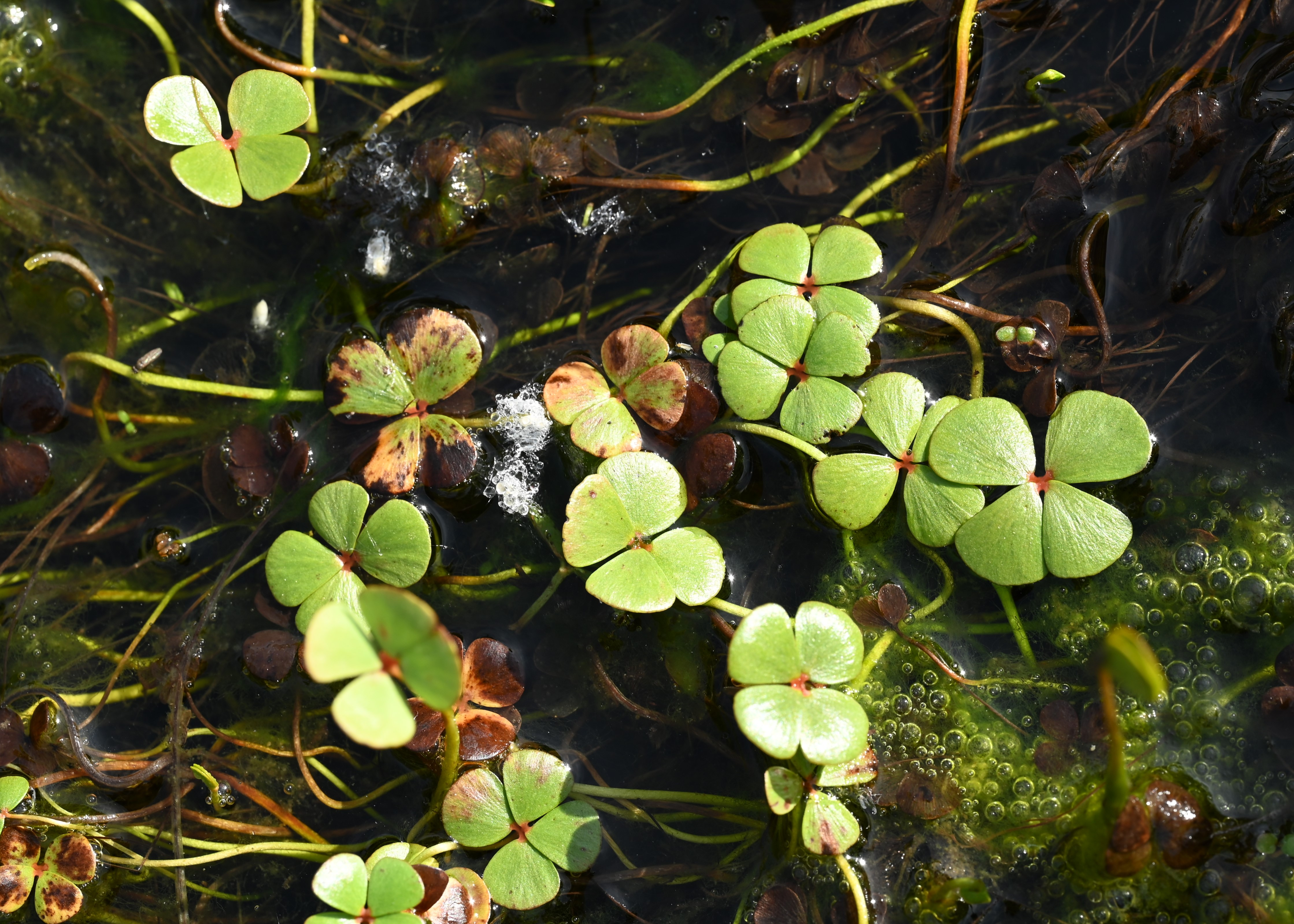
Marsilea strigosa al "Jardín Botánico Dunas del Odiel" (Huelva)

A la Península Ibèrica te algunes poblacions, normalment reduïdes, a Andalusia, Extremadura, Aragó, Castella - la Manxa i Castella i Lleó. Als Països Catalans te una única població coneguda a l’interior de València i una altra al Nord de Catalunya, a l'Alt Empordà. A les Illes Balears (Mallorca i Menorca)es on es concentren algunes de les millors poblacions.